# 少年王
『少年王』（しょうねんおう）は、光文社から発売されていた隔月刊漫画雑誌。
松本零士などのベテラン漫画家の執筆、蜂文太による『ワールドヒーローズ』の漫画化作品などを掲載して1994年10月1日に創刊されたが、1997年4月号を最後に休刊となった。

## 掲載作品
- 以神伝心!?（佐々木よしの）
- うちゅうくん（冬凪れく）
- 火聖旅団 ダナサイト999.9（松本零士）
- 機械生物都市ノーランド（高橋明）
- キッザ・オーライ（萩原玲二）
- CAPRAINジパング（大和虹一）
- 原始少年ギャオ（穴久保幸作）
- 護星童子ラン（真鍋譲治）
- さいばぁふぉーす（おちよしひこ）
- 少年忍者 バサラくん（義見依久）
- ゼルダの伝説 リルトの誓い（原作：棟居仁、作画：古澤純也）
- 薔薇王（中嶋まこと）
- ぺろぺろペルティ（河合じゅんじ）
- 勇士ダンダン（永井豪）
- 勇者番長XYZ（プラズマ五郎）
- レッツゴー荒川（鵼りつき）
- ワールドヒーローズ 光龍伝（蜂文太）
- 我が名はティッシュマン（水無月あゆ）